# フェルナンド・ソト・エンリケス
フェルナンド・ソト・エンリケス（Fernando Soto Henríquez, 1939年6月24日 - 2006年6月25日）は、ホンジュラスの軍人。ホンジュラス空軍のパイロットとしてサッカー戦争に従軍した。

## 経歴

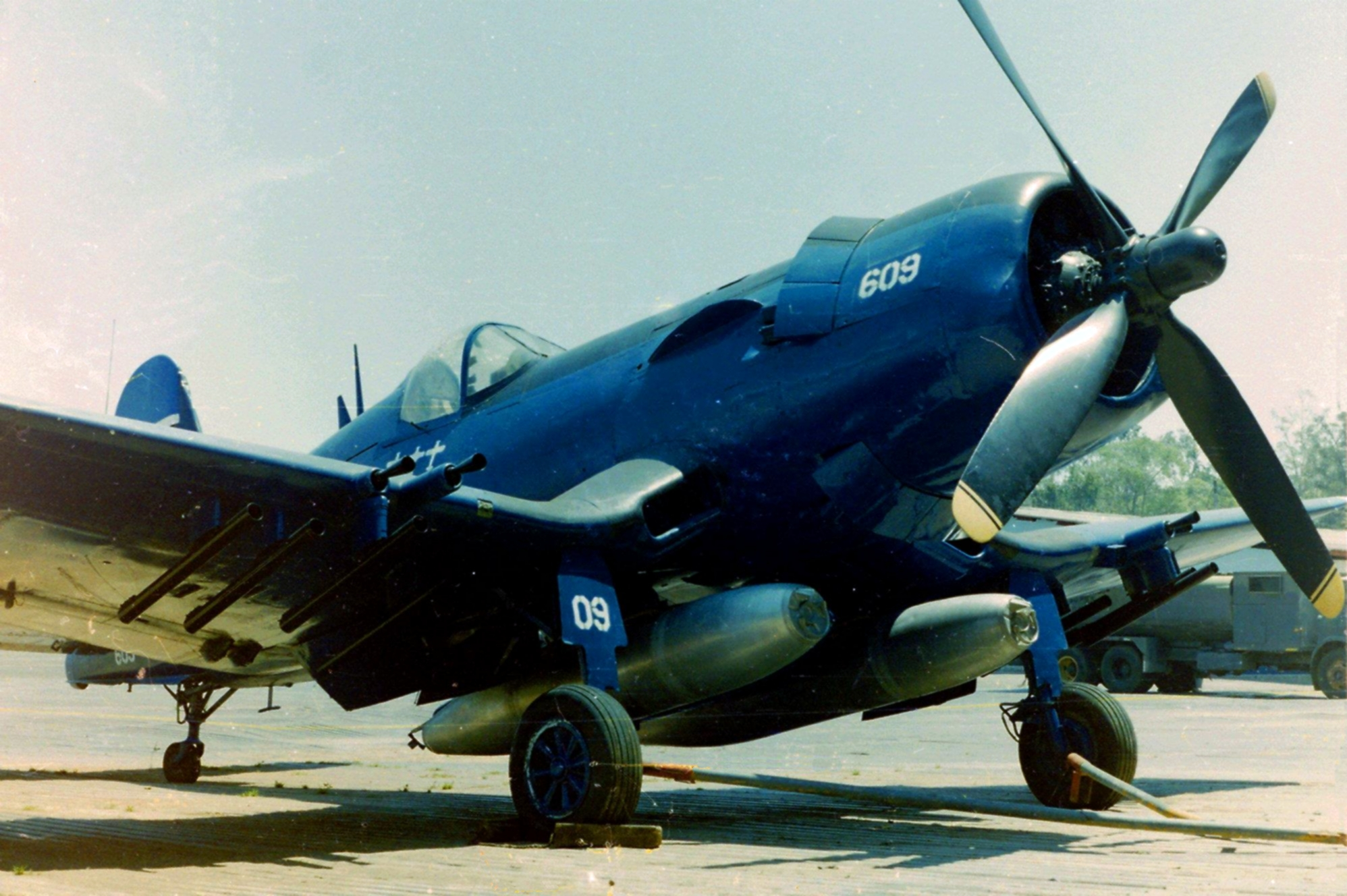
コルセア戦闘機FAH-609号。サッカー戦争中にソト・エンリケスが搭乗していた機体。

1939年、テグシガルパにて生を受ける。1958年、ホンジュラス空軍士官学校を卒業して少尉に任官。

### サッカー戦争
1969年、サッカー戦争が勃発。ソト・エンリケスは機体番号FAH-609のアメリカ製戦闘機F4U-5コルセアのパイロットとして従軍した。1969年7月17日、ソト・エンリケスはエルサルバドル空軍所属のF-51D マスタング戦闘機1機とFG-1D（グッドイヤー社製F4U-1Dコルセア）戦闘機2機の合計3機を撃墜した。この空戦は現在まで史上最後のレシプロ機同士の航空戦として記憶されている。彼の愛機FAH-609号は1981年に空軍から除籍され、以後はテグシガルパの航空博物館(Museo del Aíre)に展示されている。
2003年、ホンジュラス議会はソト・エンリケスに対する英雄称号の授与を発表した。